# Verwaltungsgemeinschaft Gessertshausen
Verwaltungsgemeinschaft Gessertshausen – wspólnota administracyjna w Niemczech, w kraju związkowym Bawaria, w rejencji Szwabia, w regionie Augsburg, w powiecie Augsburg. Siedziba wspólnoty znajduje się w miejscowości Gessertshausen. Powstała 1 maja 1978 w wyniku reformy administracyjnej, należała do niej wówczas gmina Kutzenhausen, lecz nie jest już członkiem wspólnoty od 31 grudnia 1993.
Wspólnota administracyjna zrzesza dwie gminy wiejskie:
- Gessertshausen, 4078 mieszkańców, 41,34 km²
- Ustersbach, 1067 mieszkańców, 11,14 km²